# Nola crambiformis
Nola crambiformis är en fjärilsart som beskrevs av Hans Rebel 1902. Nola crambiformis ingår i släktet Nola och familjen trågspinnare. Inga underarter finns listade i Catalogue of Life.